# Dürrünev Kadın
Dürrünev Kadın, död 1895, var den första hustrun till den osmanska sultanen Abd ül-Aziz (regent 1861–1876). 

## Biografi
Dürrünev Kadın var från Georgien och såldes till det kejserliga osmanska haremet av sin far via slavhandeln på Svarta havet. Hon blev kalfa hos Servetseza Kadın, där prins Abd ül-Aziz lade märke till henne och bad att få henne. Paret gifte sig 1856. Hon blev hans enda lagliga hustru; hans övriga hustrur var legalt sett konkubiner. Paret fick två barn.
Dürrünev Kadıns make blev sultan 1861. I egenskap av första-hustru närvarade hon när sultanen tog emot kvinnliga utländska gäster. Hon tog emot Frankrikes kejsarinna Eugénie de Montijo i oktober 1868, och Alexandra av Danmark under statsbesöket 1869. Hon noteras ha varit klädd i västerländska kläder vid dessa besök, något som blev vanligt i det osmanska haremet just vid denna tid. Så här beskrevs Dürrünev under Alexandras besök: 
"Sultanen har bara en fru, och enligt deras etikett får hon inte tala i närvaro av den gamla Sultanan (hans mor), och jag tror att hon bara för att hedra vårt besök fick inte sitta på golvet... Den unga Sultanan (hustrun) hade ett mycket vackert ansikte, förfinat för vår smak, men här beundrades hon inte alls, med tanke på att hon var för smal. Hon var klädd helt i europeisk stil: en lång aftonklänning, broderad med spets, med ett långt tåg, och ett band över axeln med en turkisk stjärna, kort sagt, hon var klädd som vilken europeisk prinsessa som helst”.
Natten mellan den 29 och 30 maj 1876 avlägsnades sultan Abdul-Aziz från tronen av sin egen brorson Murad V och nästa dag transporterades han med sin familj till Feriepalatset. Samtidigt genomsöktes Dürrünev, liksom andra medlemmar av familjen Abdul-Aziz, efter värdesaker på order av den nya sultanen och hans mor. Den 4 juni hittades Dürrünevs man död under mystiska omständigheter: det tillkännagavs officiellt att den avsatte sultanen hade begått självmord genom att skära av venerna i sina handleder, men ytterligare undersökningar 1881 visade att han dödades. Senare fördes Dürrünev till hovet, där hon förhördes för att fastställa omständigheterna kring hennes mans död. När hon återvände till Ferie berättade Dürrünev för familjen att hon, som änka efter sultanen, inte hade visats någon respekt i rätten. Hon, hennes svärmor och den döda sultanens andra gemåler sattes sedan i husarrest.